# Edith Eccles
Edith Eccles (* 8. Oktober 1910 in Liverpool; † 24. Juni 1977) war eine britische Klassische Archäologin.
Edith Eccles studierte von 1928 bis 1933 Altertumswissenschaften am Royal Holloway College. 1931 erlangte sie ihren Bachelor of Arts, 1933 erhielt sie ihr Diplom. Anschließend ging sie an die British School at Athens. Dort durften zu der Zeit Frauen zwar leben und forschen, jedoch noch nicht aktiv an Grabungen teilnehmen. Sie widmete sich der Erforschung von Siegelsteinen und Gemmen aus der Spätminoischen Zeit. Zudem wirkte sie bei der Reorganisation des Stratigraphic Museum in Knossos mit. Auf Kreta suchte sie nach antiken Stätten. 1936 widmete Eccles sich sub-mykenischen Funden aus Knossos. Zudem publizierte sie zu den Ausgrabungen von Palekastro und Praisos. Dank eines Reisestipendiums des Bryn Mawr College konnte sie 1936/1937 den Mittelmeerraum bereisen. Im Jahr darauf leitete sie die Ausgrabungen in den prähistorischen Höhlen in der Nähe von Agio Gala auf Chios. Anschließend bereiste sie Ägypten, Syrien, die Türkei und Zypern.
Während des Zweiten Weltkrieges arbeitete Eccles in verschiedenen Positionen außerhalb der Archäologie, darunter bei der BBC, der Women’s Auxiliary Air Force und als District Officer der United Nations Relief and Rehabilitation Administration. 1945 wurde sie Beraterin der griechischen Regierung in Flüchtlingsfragen. Nachdem sie 1946 nach England zurückgekehrt war, stellte man bei ihr eine Erkrankung an Multipler Sklerose fest. Dennoch setzte sie ihre Arbeit bis 1965 fort. 1977 erlag sie ihrer Erkrankung.